# (3544) Borodino
(3544) Borodino (1977 RD4) – planetoida z grupy pasa głównego asteroid okrążająca Słońce w ciągu 3,73 lat w średniej odległości 2,4 j.a. Odkrył ją Nikołaj Czernych 7 września 1977 roku.